# Белорусская экстралига в сезоне 2019/2020
Эксталига 2019/2020 — 28-й хоккейный сезон Белорусской экстралиги. Сезон начался в сентябре 2019 года и закончился в апреле 2020 года.

## Регламент

### Первый этап
Регулярный чемпионат Экстралиги проводится в две стадии. На первой стадии регулярного чемпионата Экстралиги команды играют в 2-х дивизионах: дивизион А и дивизион Б. На первой стадии регулярного Чемпионат каждая команда проводит матчи с командами своего дивизиона по круговой системе согласно утвержденному ФХБ Календарю матчей. По итогам первой стадии регулярного Чемпионата Экстралиги команды принимают участие во второй стадии. На второй стадии команды Экстралиги делятся на три группы в зависимости от мест, занятых в своих дивизионах на первой стадии. Первая группа состоит из команд дивизиона А Экстралиги, занявших
места с 1-го по 6-е по итогам первой стадии первого этапа Чемпионата. Вторая группа состоит из команд дивизиона А Экстралиги, занявших места с 7-го по 8-е по итогам первой стадии первого этапа Чемпионата и команд дивизиона Б, занявших места с 1-го по 4-е по итогам первой стадии первого этапа Чемпионата. Третья группа состоит из команд дивизиона Б Экстралиги, занявших места с 5-го и ниже по итогам первой стадии первого этапа Чемпионата. В каждой группе второй стадии регулярного Чемпионата Экстралиги каждая команда проводит матчи с командами своей группы по круговой системе согласно утвержденному ФХБ Календарю матчей.
По итогам первого этапа (регулярного чемпионата) Экстралиги определяются:
1.победитель регулярного Чемпионата Республики Беларусь по хоккею с шайбой текущего спортивного сезона Экстралиги;
2. порядок занятых командами мест, в том числе для определения пар команд-участниц второго этапа Экстралиги (серии матчей плей-офф);
3. восемь лучших команд, имеющих право принимать участие в дивизионе А Экстралиги следующего спортивного сезона.
4. Победителем регулярного Чемпионата становится команда, занявшая 1-е место в первой группе Экстралиги по итогам первого этапа Чемпионата.

### Второй этап
Во втором этапе Экстралиги (серии матчей плей-офф) принимают участие 6 команд первой группы Экстралиги и 2 лучшие команды второй группы Экстралиги по итогам второй стадии регулярного Чемпионата. Номера «посева» с 1-го по 6-й определяются в порядке мест, занятых командами в первой группе Экстралиги по итогам первого этапа, номера «посева» с 7-го по 8-й определяются в порядке мест, занятых командами во второй группе Экстралиги по итогам второй стадии первого этапа Чемпионата.

## Участники
| Дивизион A | Юность          | Минск      | Чижовка-Арена (8 807)                      | Александр Макрицкий | Александр Кулаков  |
| Дивизион A | Неман           | Гродно     | Ледовый дворец спорта (2 487)              | Сергей Пушков       | Виктор Туркин      |
| Дивизион A | Шахтёр          | Солигорск  | Спортивно-зрелищный комплекс (1 759)       | Юрий Файков         | Сергей Боголейша   |
| Дивизион A | Динамо          | Молодечно  | Спортивно-развлекательный центр (2 197)    | Дмитрий Кравченко   | Сергей Шелег       |
| Дивизион A | Гомель          | Гомель     | Гомельский ледовый дворец спорта (2 760)   | Сергей Стась        | Александр Сёмочкин |
| Дивизион A | Лида            | Лида       | Ледовый дворец спорта (1 000)              | Павел Микульчик     | Денис Кирпиченок   |
| Дивизион A | Металлург       | Жлобин     | Ледовый дворец «Металлург» (2 018)         | Эдуард Валиуллин    | Андрей Михнов      |
| Дивизион A | Могилёв         | Могилёв    | Дворец спорта «Могилёв» (3 048)            | Дмитрий Рыльков     | Максим Слыш        |
| Дивизион B | Локомотив       | Орша       | Ледовый дворец спорта (3 500)              | Игорь Жилинский     | Александр Усенко   |
| Дивизион B | Химик           | Новополоцк | Дворец спорта и культуры (1 200)           | Олег Хмыль          | Олег Станевич      |
| Дивизион B | U-20            | Минск      | Чижовка-Арена (малая арена) (473)          | Дмитрий Дудик       | Илья Крылович      |
| Дивизион B | Пинские Ястребы | Пинск      | Ледовая арена спорткомплекса "Волна" (598) | Дмитрий Саяпин      | Павел Степанов     |
| Дивизион B | Авиатор         | Барановичи | Ледовый дворец спорта (2 158)              | Алексей Страхов     | Артём Логунов      |
| Дивизион B | Брест           | Брест      | Брестский ледовый дворец спорта (2 000)    | Андрей Ковалёв      | Игорь Коваленя     |
| Дивизион B | Бобруйск        | Бобруйск   | Бобруйск-Арена (7 161)                     | Владимир Синицын    | Роман Шувалов      |
| Дивизион B | U-18            | Раубичи    | Крытый каток в Раубичах (300)              | Александр Руммо     | Антон Федоренчик   |
| Дивизион B | Витебск         | Витебск    | Витебский ледовый дворец спорта (1 900)    | Евгений Каштанов    | Владислав Чернов   |

## Регулярный чемпионат
| М | Команда                | И  | В  | ВО | П  | ПО | Ш     | О  |
| - | ---------------------- | -- | -- | -- | -- | -- | ----- | -- |
| 1 | ЭПБ Неман (Гродно)     | 28 | 18 | 2  | 6  | 2  | 87:56 | 60 |
| 2 | ЭПБ Юность (Минск)     | 28 | 15 | 5  | 5  | 3  | 89:43 | 58 |
| 3 | ЭПБ Шахтёр (Солигорск) | 28 | 14 | 3  | 10 | 1  | 84:66 | 49 |
| 4 | ЭПБ Динамо-Молодечно   | 28 | 11 | 4  | 9  | 4  | 83:77 | 45 |
| 5 | ЭПБ Гомель             | 28 | 10 | 4  | 11 | 3  | 76:72 | 41 |
| 6 | ЭПБ Металлург          | 28 | 8  | 3  | 13 | 4  | 62:79 | 34 |
| 7 | БП Могилёв             | 28 | 9  | 1  | 16 | 2  | 54:96 | 31 |
| 8 | БП Лида                | 28 | 4  | 1  | 19 | 4  | 40:86 | 18 |

М — место в конференции, И — игр, В — выигрышей, ВО — выигрышей в овертайме, ПО — поражений в овертайме, П — поражений, Ш — забитые-пропущенные шайбы, О — очков
ЭПБ — Этап Победителей
| М | Команда            | И  | В  | ВО | П  | ПО | Ш      | О  |
| - | ------------------ | -- | -- | -- | -- | -- | ------ | -- |
| 1 | БП Локомотив       | 32 | 27 | 1  | 2  | 2  | 120:30 | 85 |
| 2 | БП Брест           | 32 | 17 | 4  | 8  | 3  | 91:68  | 62 |
| 3 | БП Химик           | 32 | 18 | 2  | 9  | 3  | 87:46  | 61 |
| 4 | БП Пинские Ястребы | 32 | 16 | 4  | 9  | 3  | 89:74  | 59 |
| 5 | ЭП Авиатор         | 32 | 13 | 4  | 14 | 1  | 81:90  | 48 |
| 6 | U-20               | 32 | 12 | 4  | 13 | 5  | 68:68  | 45 |
| 7 | ЭП U-18            | 32 | 7  | 2  | 20 | 3  | 64:109 | 28 |
| 8 | ЭП Бобруйск        | 32 | 5  | 5  | 19 | 3  | 68:105 | 28 |
| 9 | ЭП Витебск         | 32 | 5  | 0  | 26 | 1  | 50:128 | 16 |

М — место в конференции, И — игр, В — выигрышей, ВО — выигрышей в овертайме, ПО — поражений в овертайме, П — поражений, Ш — забитые-пропущенные шайбы, О — очков
БП — борьба за плей-офф
ЭП — Этап Проигравших  
| М | Команда     | И  | В  | ВО | П  | ПО | Ш       | О   |
| - | ----------- | -- | -- | -- | -- | -- | ------- | --- |
| 1 | П Юность    | 58 | 34 | 7  | 10 | 7  | 163:95  | 123 |
| 2 | П Неман     | 58 | 31 | 9  | 13 | 5  | 169:113 | 116 |
| 3 | П Шахтёр    | 58 | 26 | 7  | 18 | 7  | 170:136 | 99  |
| 4 | П Динамо    | 58 | 20 | 7  | 21 | 10 | 156:162 | 84  |
| 5 | П Гомель    | 58 | 16 | 8  | 26 | 8  | 143:159 | 72  |
| 6 | П Металлург | 58 | 13 | 9  | 30 | 6  | 120:168 | 63  |

М — место в конференции, И — игр, В — выигрышей, ВО — выигрышей в овертайме, ПО — поражений в овертайме, П — поражений, Ш — забитые-пропущенные шайбы, О — очков
П — Плей-офф